# Annelie Keil

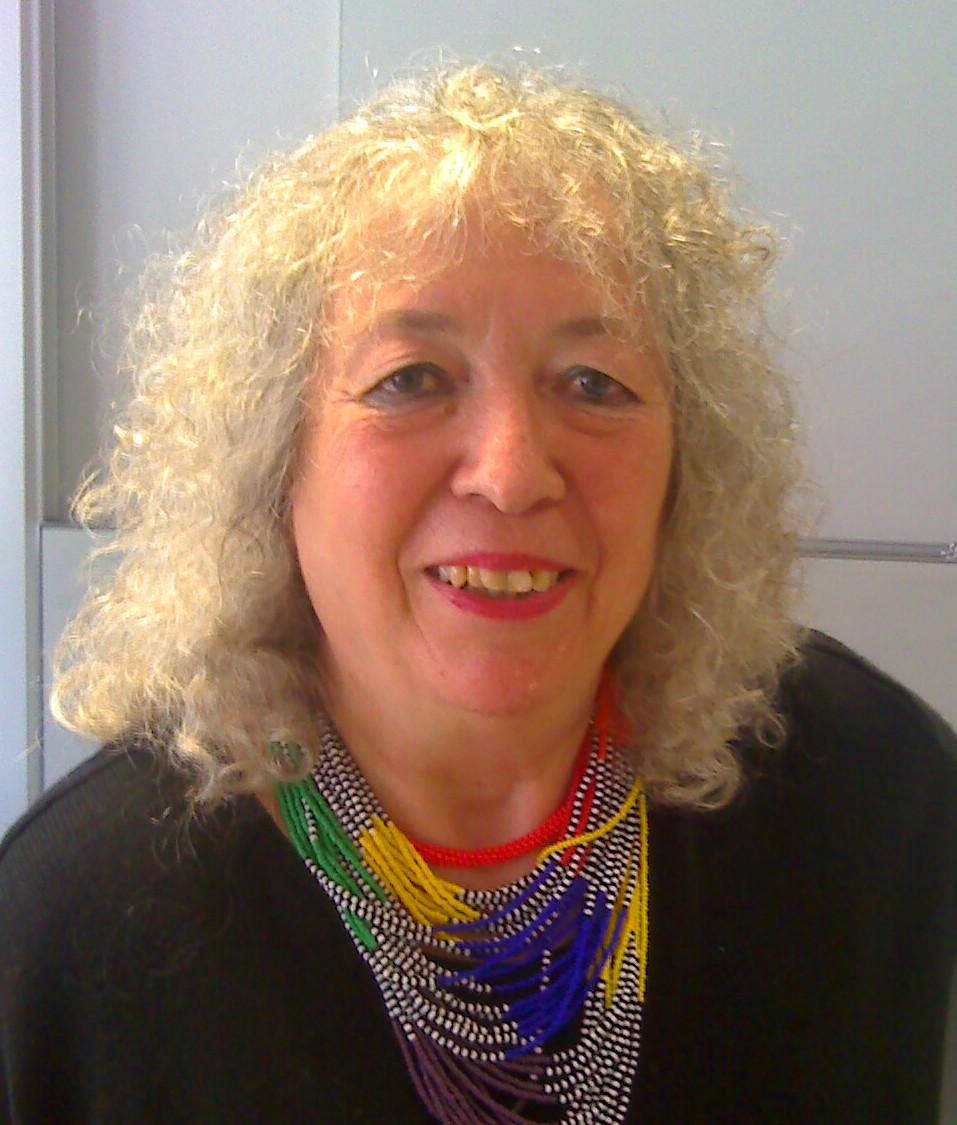
Annelie Keil, 2009

Annelie Keil (* 17. Januar 1939 in Berlin) ist eine deutsche Soziologin und Gesundheitswissenschaftlerin.

## Biografie
Keil wurde unehelich geboren und verbrachte ihre ersten fünf Lebensjahre in einem Waisenhaus im Bereich des heutigen Polen. Ihren Vater lernte sie erst später und nur flüchtig kennen. 1945 holte ihre Mutter sie aus dem Waisenhaus und floh mit ihr vor der heranrückenden Roten Armee in den Westen. Auf der Flucht wurden sie jedoch von russischen Soldaten eingeholt und gerieten für zwei Jahre in Kriegsgefangenschaft. Danach kamen Mutter und Tochter zunächst in das Flüchtlingslager Friedland und konnten sich 1948 in Bad Oeynhausen niederlassen.
Keil machte Abitur und studierte Politikwissenschaften und Soziologie an der Universität Hamburg, dann auch Psychologie und Pädagogik. Sie promovierte 1969 über das Thema der staatlichen Subvention von Jugendbildung und arbeitete anschließend als Akademische Rätin an der Universität Göttingen.
1971 war sie an der Gründung der Universität Bremen beteiligt und wechselte als Professorin für Sozial- und Gesundheitswissenschaften in die Hansestadt Bremen. Nicht zuletzt durch ihr persönliches Erleben – sie erlitt im Alter von 40 Jahren einen Herzinfarkt und erkrankte 50-jährig an Brustkrebs – wurde die Psychosomatik, der Zusammenhang zwischen seelischer und körperlicher Krankheit, das wichtigste Forschungsgebiet der Gesundheitswissenschaftlerin. 1992 wurde ihr der erste Berninghausenpreis für ausgezeichnete Lehre und ihre Innovation zugesprochen. In den 1990er Jahren wurde sie wegen ihrer Beteiligung an esoterischen Messen und Veranstaltungen kritisiert. 2004 wurde sie emeritiert.
Keil ist in der Hospizbewegung aktiv und Mitbegründerin des Weiterbildungsstudiengangs Palliative Care in Bremen, der zur professionellen Betreuung und Begleitung schwerstkranker und sterbender Menschen qualifiziert. Des Weiteren engagiert sie sich in verschiedenen sozialen Bereichen und betreibt eine internationale Suppenküche. 2004 bekam sie das Bundesverdienstkreuz am Bande für ihre ehrenamtliche Arbeit zur Förderung von Bürgerengagement, Jugendbildung und gesundheitlicher Beratung und Selbsthilfe.
Einem breiteren Publikum wurde sie durch die von den norddeutschen Fernsehsendern N3 und Radio Bremen TV ausgestrahlte Fernsehreihe „Gesundheitswerkstatt“ bekannt, die sie gemeinsam mit dem Bremer Fernsehjournalisten Klaus Haak gestaltete. Sie engagiert sich seit November 2011 für das Bedingungslose Grundeinkommen.
Keil lebte rund 25 Jahre in der Nähe von Bremen in einem ehemaligen Bauernhaus in der Wesermarsch und seit 2009 in Bremen.

### Ehrenämter, Auszeichnungen
- Mitglied des Stiftungsrats der Bürgerstiftung Bremen und
- Patin der „Wohlfühlanrufe“ der Patienteninitiative Ambulante Versorgungsbrücken
- 2019: Senatsmedaille für Kunst und Wissenschaft der Freien Hansestadt Bremen

## Veröffentlichungen (Auswahl)
- mit Hermann Giesecke und Udo Perle: Pädagogik des Jugendreisens. Juventa-Verlag, München 1967.
- Jugendpolitik und Bundesjugendplan. Analyse und Kritik der staatlichen Jugendförderung (= Reihe Deutsches Jugendinstitut. DJI-Analysen. Untersuchungen, Analysen und Studien aus Jugendforschung, Jugendarbeit und Jugendpolitik. Band 2). Juventa-Verlag, 1969, ZDB-ID 507047-8 (Dissertation).
- Leben zwischen Gesundheit und Krankheit. Prolog-Verlag – Edition Kasseler, Kassel 1988, ISBN 3-923950-19-5 (In späteren Auflagen als: Gezeiten. Leben zwischen Gesundheit und Krankheit.).
- als Herausgeberin mit Dietrich Milles und Rainer Müller: Gesundheitswissenschaften und Gesundheitsförderung (= Schriftenreihe Gesundheit, Arbeit, Medizin. Band 2). Wirtschaftsverlag NW  – Verlag für neue Wissenschaft, Bremerhaven 1991, ISBN 3-89429-109-5.
- mit Klaus Haak: Partnerschaft leben lernen. Wenn Beziehungen krank machen, warum Gespräche in der Sackgasse enden, wie man Beziehungsfallen erkennt, welche Alltagsübungen helfen. Falken-Verlag, Niedernhausen 1995, ISBN 3-8068-1518-6.
- Wenn Körper und Seele streiken. Die Psychosomatik des Alltagslebens. Ariston, Kreuzlingen München 2004, ISBN 3-7205-2569-4.
- Die Krankheit Brustkrebs. Frauen auf der Suche nach der verborgenen Gesundheit. Eine Wegbegleitung. Edition Temmen, Bremen 2005.
- Dem Leben begegnen. Vom biologischen Überraschungsei zur eigenen Biografie. Hugendubel, Kreuzlingen u. a. 2006, ISBN 3-7205-2851-0.
- Auf brüchigem Boden Land gewinnen. Biografische Antworten auf Krankheit und Krisen. Kösel, München 2011, ISBN 978-3-466-30907-8.
- mit Henning Scherf: Das letzte Tabu. Über das Sterben reden und den Abschied leben lernen. 1. Auflage. Verlag Herder, Freiburg im Breisgau 2016, ISBN 978-3-451-34926-3.
- Wenn die Organe ihr Schweigen brechen und die Seele streikt. Krankheit und Gesundheit neu denken. Verlag: Scorpio, 2015, ISBN 978-3-943416-82-4
- Wenn das Leben um Hilfe ruft. Angehörige zwischen Hingabe, Pflichtgefühl und Verzweiflung. Verlag: Scorpio, 2017, ISBN 978-3-958031-28-9